# 卡爾頓鎮區 (密歇根州)
卡爾頓鎮區（英語：Carlton Township）是位於美國密歇根州巴里縣的一個行政鎮區。

## 地方資料
卡爾頓鎮區的面積為92.40平方千米，當中陸地面積為91.00平方千米，而水域面積為1.40平方千米。根據2020年美國人口普查的數據，當地共有人口2368人，而人口密度為每平方千米25.63人。